# Musée national du Cambodge
 (décembre 2017).
Le Musée national du Cambodge (en khmer : សារមន្ទីរជាតិ), situé au nord du palais royal de Phnom Penh, capitale du pays, est le principal musée historique et archéologique du Cambodge.
Il contient l'une des plus importantes collections d'art khmer, avec des sculptures, des céramiques et divers objets ethnographiques. Le musée comprend 14 000 pièces datant des temps préhistoriques et de l'empire khmer, qui s'étendait de la Thaïlande au Viêt Nam du sud.
Toute photographie est interdite à l'intérieur du musée.

## Histoire du musée

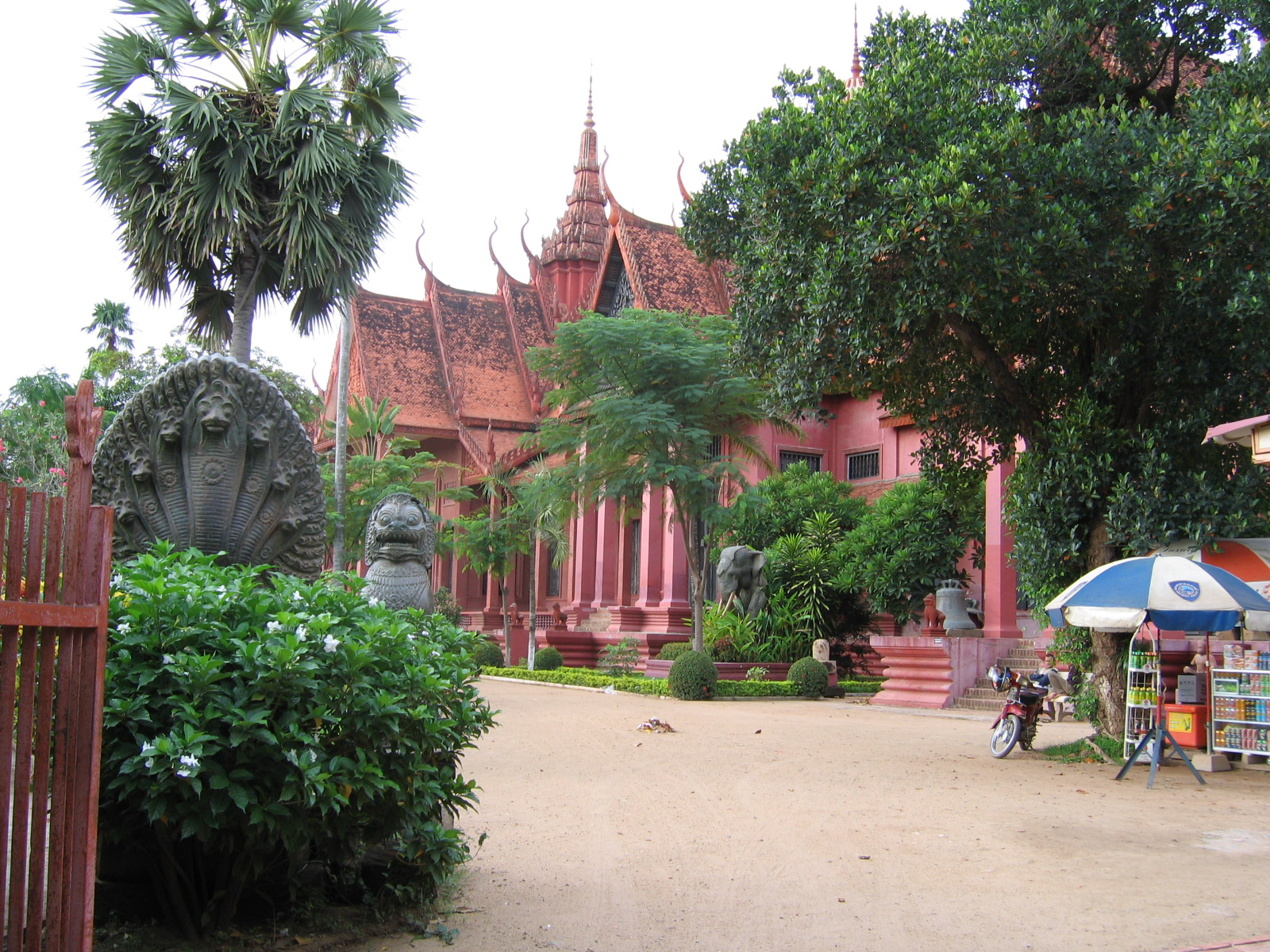
L'entrée de l'enceinte.

Un premier musée voit le jour en 1905 dans un bâtiment du palais royal mis à disposition par le roi Sisowath, mais qui apparaitra rapidement trop exigu, vu l'importance des collections.
En 1914, Albert Sarraut, gouverneur général de l'Indochine, décide, avec l'accord du souverain cambodgien, de confier à George Groslier la réalisation d'un nouveau musée. La construction des bâtiments, inspirés des temples khmers, dure de 1917 à 1924.
En 1918, une partie des bâtiments est ouverte au public et le musée s'appelle alors musée du Cambodge.
Le 13 avril 1920, à l'occasion du nouvel an khmer, il est inauguré dans sa configuration finale par le roi Sisowath et prend le nom de musée Albert-Sarraut.

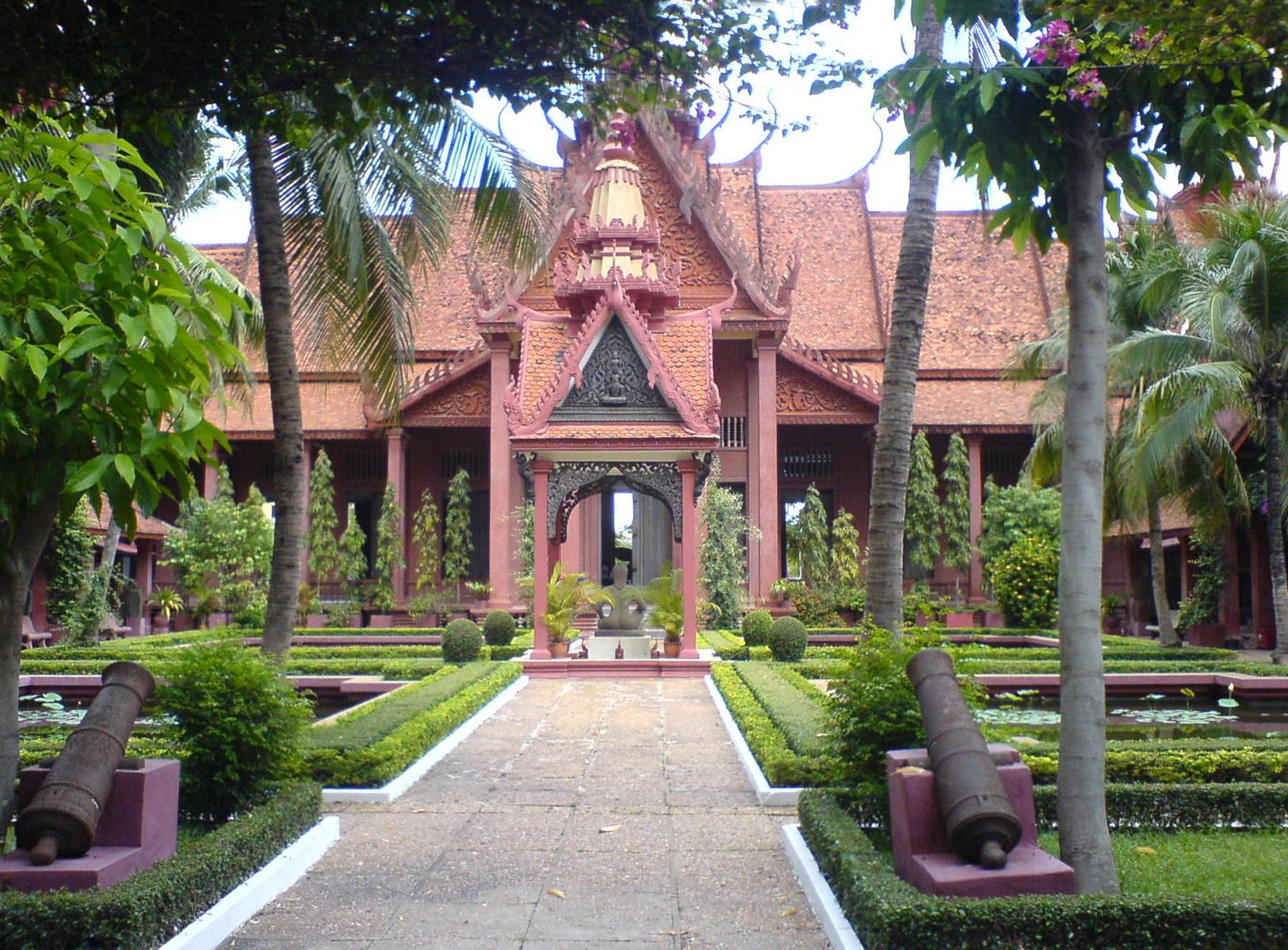
Le patio.

Lors de l'exposition coloniale internationale de 1931 à Paris, une réplique d'Angkor Vat est créée à la même échelle que l'originale pour accueillir le pavillon de l'Indochine, près du pavillon du Cambodge qui s'inspire pour sa part du musée de Phnom Penh.
George Groslier en devient le premier conservateur et le restera jusqu'à sa retraite, en 1941. Éveline Porée-Maspéro le remplacera et fera entrer de nombreuses collections ethnographiques. Pierre Dupont la remplacera brièvement en 1945, avant de céder la place à Jacques Lagisquet (1945 - 1947), Solange Thierry (1947 - 1949) puis Jean Boisselier (1950 - 1956). Ce dernier aura la charge, lors de l'indépendance cambodgienne, de transférer aux nouvelles autorités du pays les compétences administratives de ce qui devient, le 9 août 1951, le musée national du Cambodge, l'École française d'Extrême-Orient gardant la maitrise scientifique.
Madeleine Giteau prendra la direction du musée, de 1956 à 1966 et profitera d'une réorganisation des collections pour en établir un catalogue.
Le musée a été rénové en 1968 et après avoir recueilli de nombreuses collections de musées provinciaux à partir de 1970, à cause de la guerre civile, il a subi de graves dévastations à l'époque des Khmers rouges.

## La vie du Musée

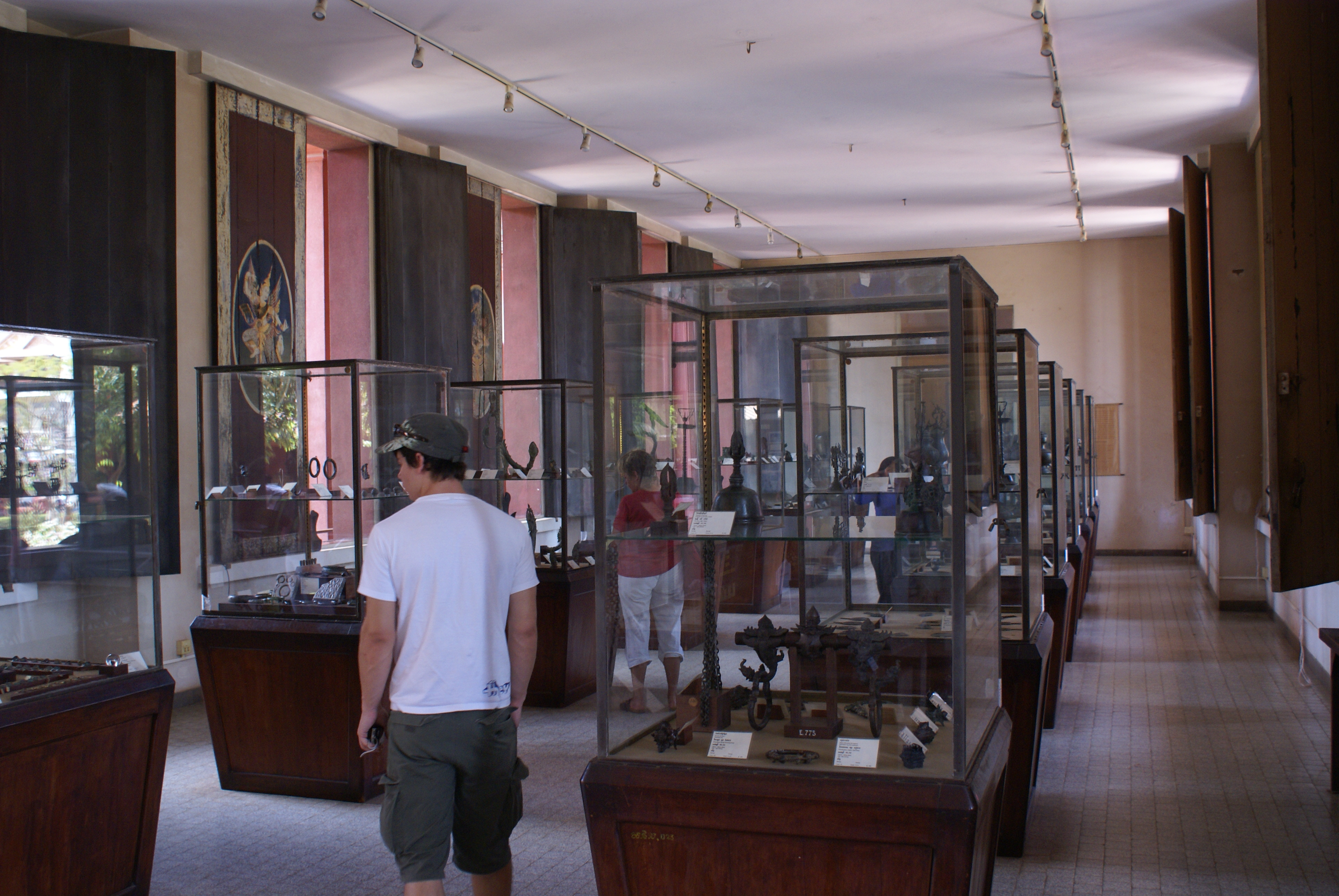
L'intérieur du musée.

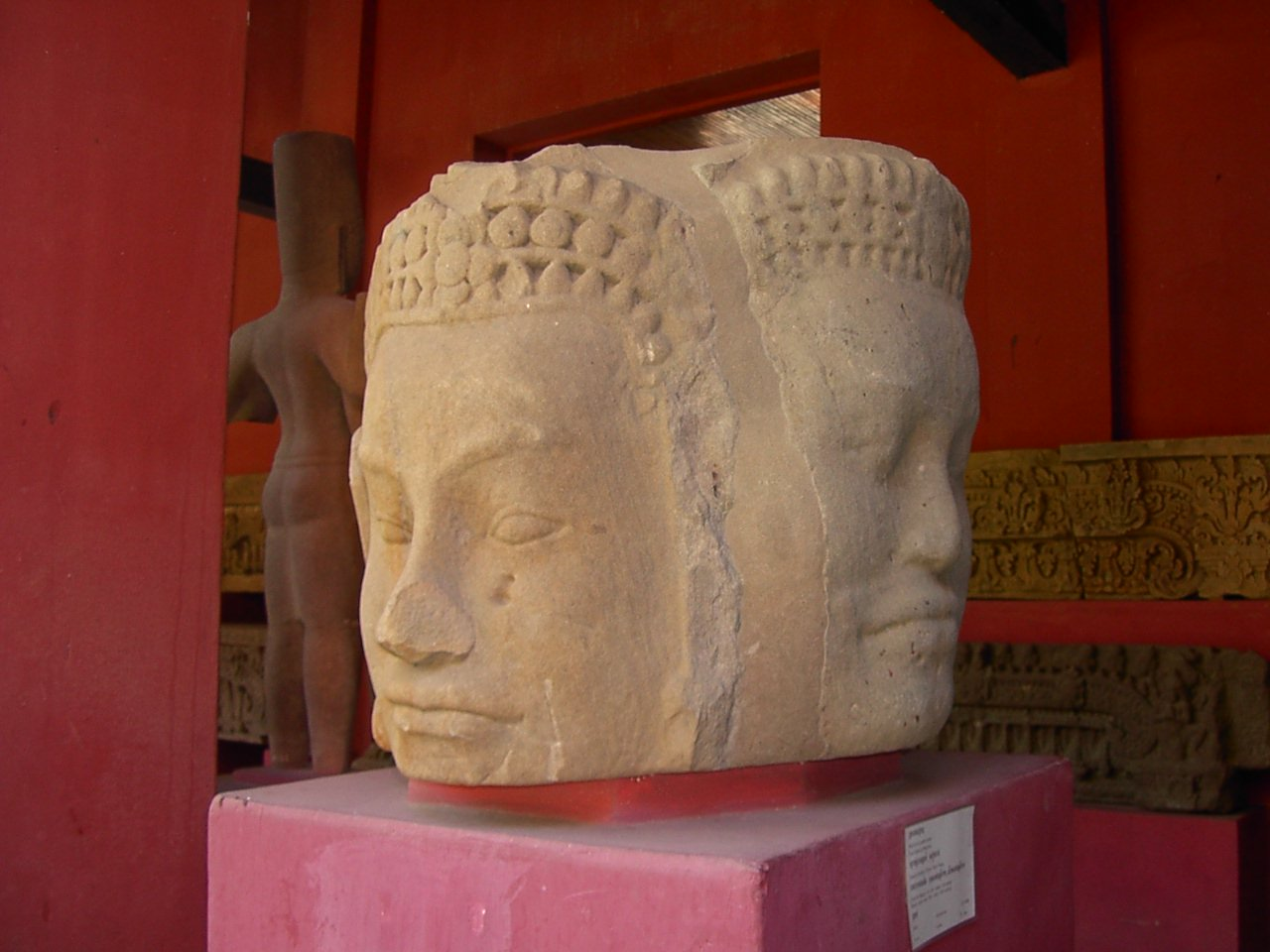
Art khmer, période de l'empire d'Angkor. Grès

Avec l'université royale des beaux-arts et sa section archéologique, le musée essaye de conserver la culture khmère dans ses traditions et de préserver l'identité du pays.
Il est composé de quatre galeries qui entourent un patio avec des bassins dans lesquels on peut admirer de magnifiques lotus. La première galerie est consacrée aux objets en bronze datant de la préhistoire, alors que les deux suivantes sont dévolues aux statues du IVe au XIVe siècle et la dernière aux objets plus récents.
Aujourd'hui, le musée possède également des fonctions religieuses grâce à son importante collection de statues bouddhistes et hindoues; une collection permanente de statues de Bouddha datant de l'époque post-angkorienne, financée par l'Unesco ainsi que par des particuliers, a ouvert en 2000. Auparavant, elles étaient souvent entassées dans des réserves que seuls les spécialistes pouvaient voir.
Le musée gère également des objets prêtés par des entreprises, des particuliers ou d'autres musées; ces prêts sont administrés par des particuliers, des gouvernements étrangers ou encore par des organisations philanthropiques.
Enfin, le musée possède une bibliothèque dotée de nombreux livres anciens, dont certains, très précieux, en feuilles de latanier.
En dehors du Cambodge, le musée s'efforce de promouvoir la culture du pays en participant à des expositions internationales; cette pratique, qui avait cours avant les années de troubles qu'a connues le pays, a repris dans les années 1990 avec des expositions vers l'Australie puis la France, les États-Unis, le Japon, La Corée du Sud et l'Allemagne.

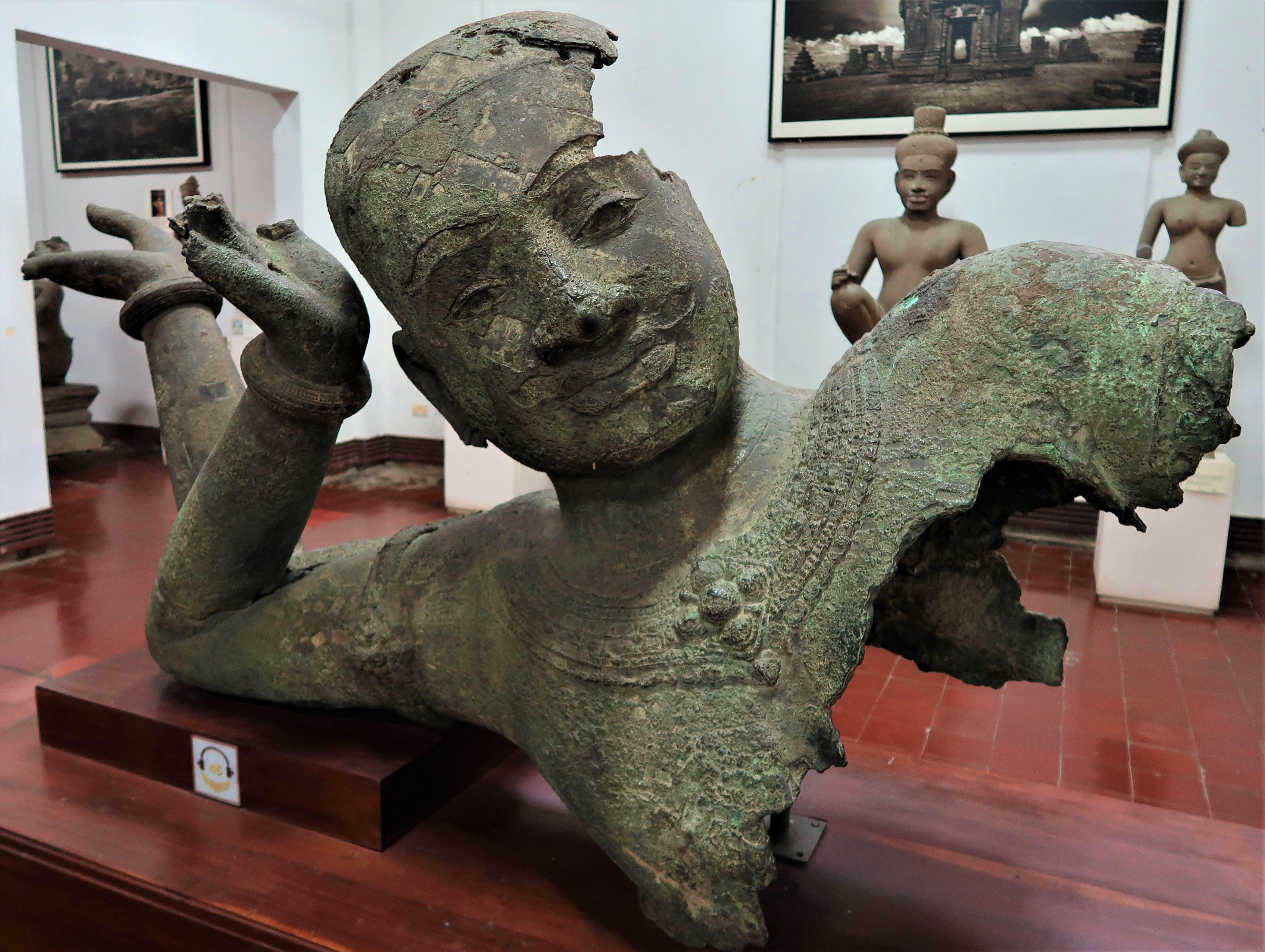
Vishnu couché (détail d'une statue mumentale fragmentaire). Mébon occidental. XIe siècle. Bronze. 114 x 217 cm.